# 건희 (가수)
건희(본명: 이건희, 1998년 6월 27일 ~ )은 대한민국의 가수다. 보이 그룹 원어스의 일원이다.

## 음반 목록

### 참여 음반
- 2021: 《더 플레이리스트 Part.5》 - "오늘 밤은 어둠이 무서워요" (서호와 듀엣)

## 텔레비전 프로그램

### 방송
- 2017년 PRODUCE 101 시즌 2 - 참가자